# Dicaelotus cameroni
Dicaelotus cameroni är en stekelart som beskrevs av Bridgman 1881. Dicaelotus cameroni ingår i släktet Dicaelotus och familjen brokparasitsteklar. Arten är reproducerande i Sverige. Inga underarter finns listade i Catalogue of Life.